# Vladimiro Missaglia
Vladimiro Missaglia, noto anche con lo pseudonimo di Miro (Venezia, 14 maggio 1933 – Venezia, 8 giugno 2008), è stato un fumettista, architetto e editore italiano dalla lunga carriera, lavorando per alcuni dei principali editori italiani, collaborando lungamente col fratello Ennio Missaglia.

## Biografia
Dopo aver frequentato l'istituto nautico a Venezia, si laurea in architettura. Si appassiona al disegno grazie all'amico Giorgio Bellavitis ed esordì nel campo dei fumetti lavorando per la casa editrice Il Ponte di Renato Bianconi per la quale collabora a varie serie a fumetti come Tommy Rey e Gran Sakem, scritta da Gian Giacomo Dalmasso, e, per lo stesso editore, idea nel 1957 il suo primo personaggio, Aquila Rossa, che venne edita su una testata omonima, seguita l'anno successivo da Yumak, realizzata insieme al fratello Ennio. Passa poi a collaborare fino al 1959 con le edizioni Alpe di Giuseppe Caregaro e, dal 1959 al 1963, per la Fratelli Fabbri Editori disegnando alcune serie a fumetti per la testata Selezione dei ragazzi, oltre ad alcuni Albi dell'Intrepido nel 1961 collaborando col fratello ed editi dalla Editrice Universo. Svolge contemporaneamente a quella di fumettista anche l'attività di architetto occupandosi anche di restauri a Ca' Rezzonico e a Ca' Foscari.
Nel 1962 collabora con Sergio Bonelli disegnando la serie I Tre Marines pubblicata in appendice alla serie a strisce Collana del Tex. Dal 1962 al 1968 collabora con il fratello con la rivista francese Jeunesse et Vacances della Sagédition e contemporaneamente realizza trasposizioni a fumetti della serie televisiva Rin Tin Tin per la Editrice Cenisio. Insieme al fratello fonderà nel 1964 una casa editrice, Bucintoro, con la quale pubblica la serie di genere tarzanide Kriss che, nonostante non riuscì a ottenere successo in Italia, venne però pubblicato anche in Francia con il nome di Kali. Per Bianconi nel 1965 realizzò insieme al fratello la serie spionistica Il boia.
Negli anni settanta collabora con l'editore Renzo Barbieri per il quale pubblica nel 1973 la serie di fantascienza UFO, edito dalla Edifumetto, mentre per la Geis, il western Jesus nel 1976; realizzò insieme al fratello o autonomamente varie serie a fumetti di genere erotico per il mercato estero fino al 1976 editi da Elvifrance; collabora anche a varie riviste di fumetti italiane come Corrier Boy, Il Mago, Lanciostory, Skorpio, Più e alla francese Aventures et Voyages per la quale realizza le serie Arok, Kudo e Yukon. Collabora poi anche col figlio Dario disegnando su sue sceneggiature molte storie della serie Collana Eroica della Dardo e la serie Nuovo Mondo per il Messaggero dei Ragazzi.
Insieme al fratello riprende nel 1978 la collaborazione con la Bonelli realizzando storie delle serie Mister No e creando le serie Judas nel 1978 e Gil nel 1982.
Dopo la morte del fratello, nel 1993, si dedicò all'animazione e scrisse e disegnò nel 1997 una striscia sulla città di Venezi, "Venezia, la storia, la leggenda".

## Eredità
- Premio Miro Missaglia istituito dal 2008 al Treviso Comic Book Festival per editori e autori emergenti del fumetto italiano.[4]